# Membribe de la Sierra
Membribe de la Sierra ist ein Ort und eine westspanische Gemeinde (municipio) mit 105 Einwohnern (Stand: 2024) in der Provinz Salamanca in der Autonomen Region Kastilien-León.
Zur Gemeinde gehören neben dem Hauptort Membribe de la Sierra die Ortschaften Navagallega, Segovia del Doctor, Coquilla und Garriel.

## Lage
Membribe de la Sierra liegt in einer Höhe von ca. 1035 m etwa 37 Kilometer südsüdwestlich von der Provinzhauptstadt Salamanca. 
Das Klima im Winter ist kühl, im Sommer dagegen durchaus warm; die Niederschlagsmengen (ca. 540 mm/Jahr) fallen – mit Ausnahme der nahezu regenlosen Sommermonate – verteilt übers ganze Jahr.

## Bevölkerungsentwicklung
| Jahr      | 1970 | 1981 | 1991 | 2001 | 2011 | 2021 |
| Einwohner | 225  | 115  | 121  | 84   | 149  | 111  |

## Sehenswürdigkeiten
- Reste der Burg Santa Cruz von Navagallega
- alte Romanuskirche (Iglesia de San Román) aus dem 13. Jahrhundert
- neue Romanuskirche
- Kirche Mariä Schnee (Iglesia de Nuestra Señora de las Nieves) in Navagallega

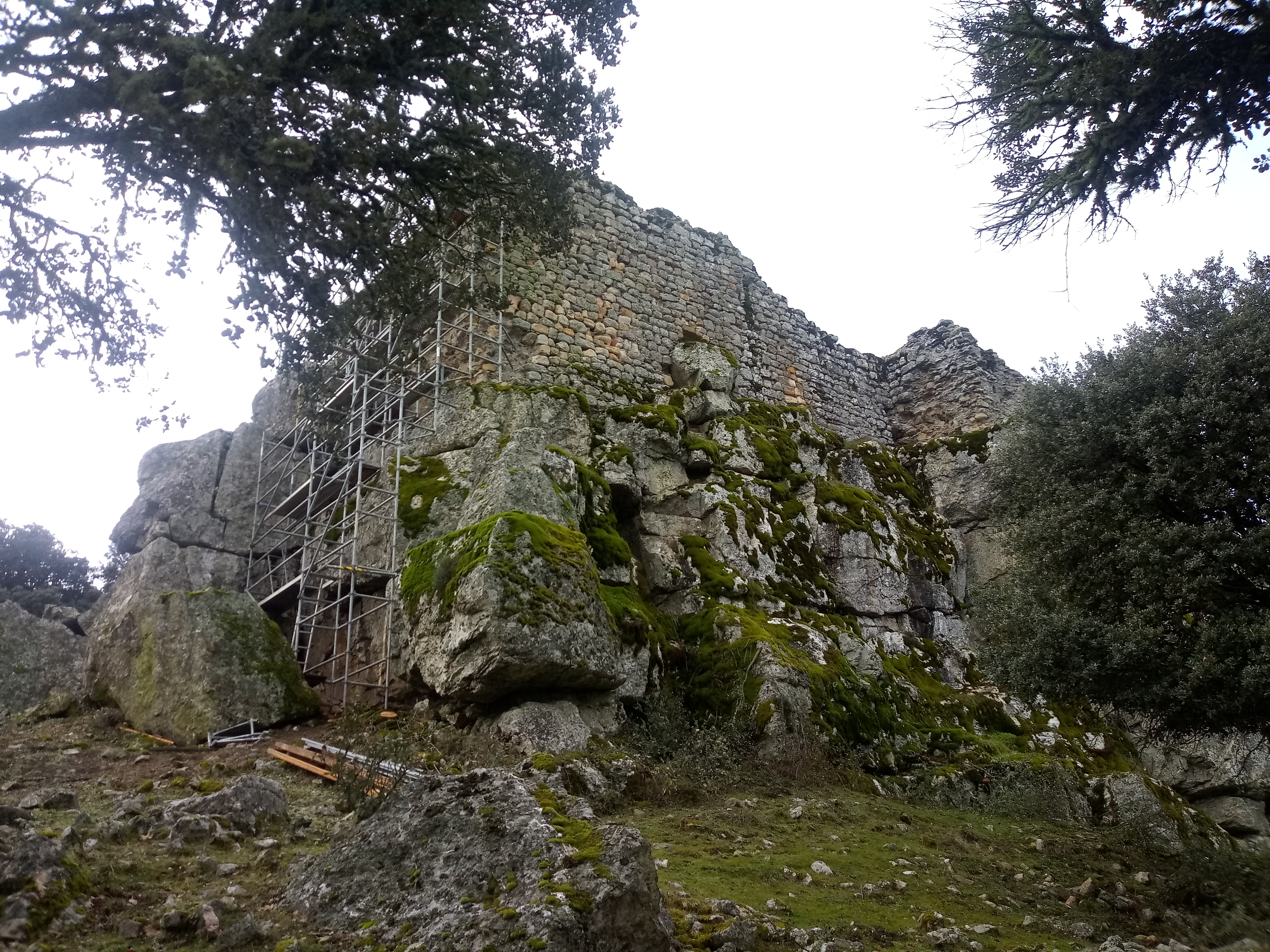
Reste der Burg von Navagallega
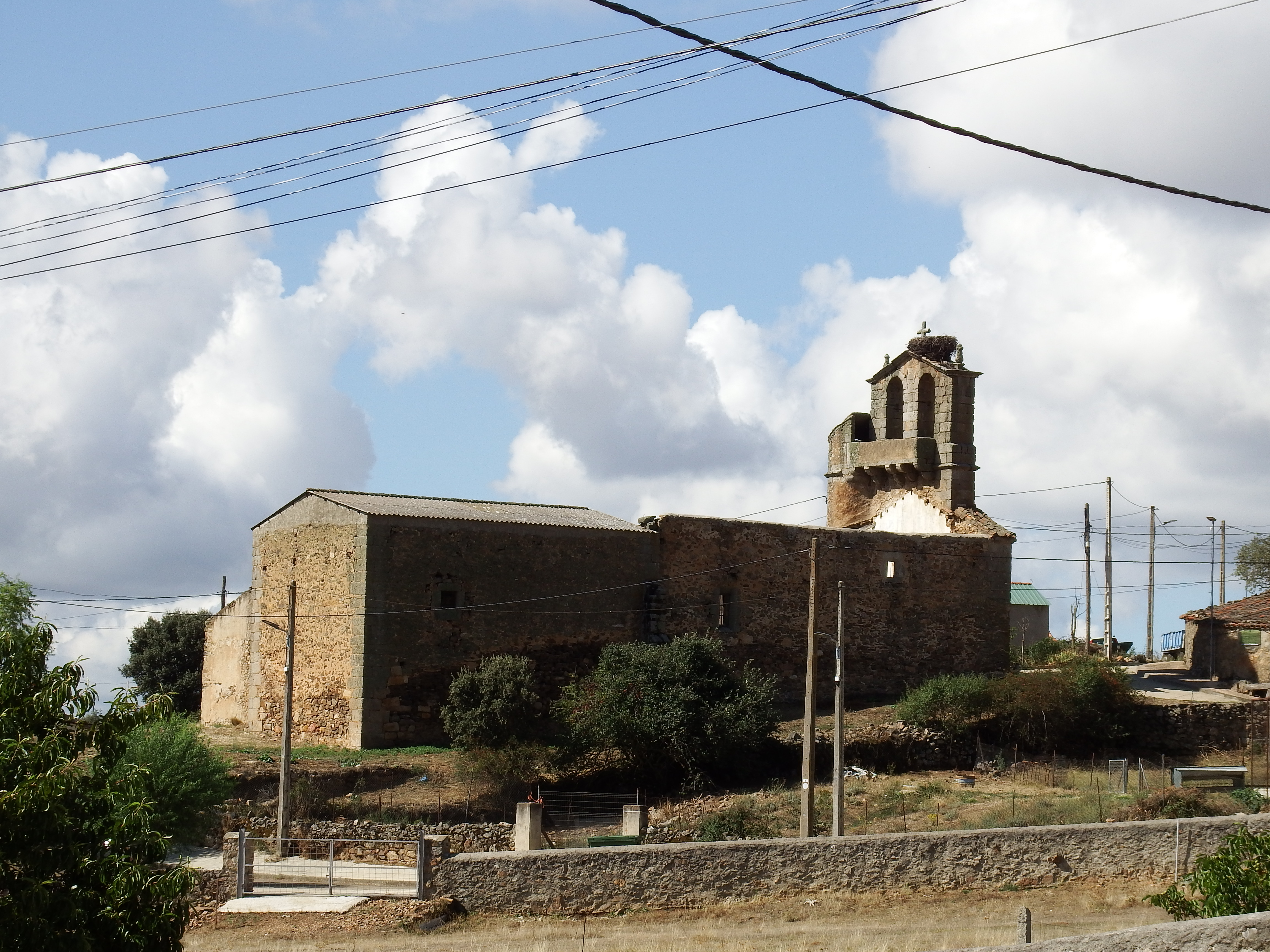
Alte Romanuskirche
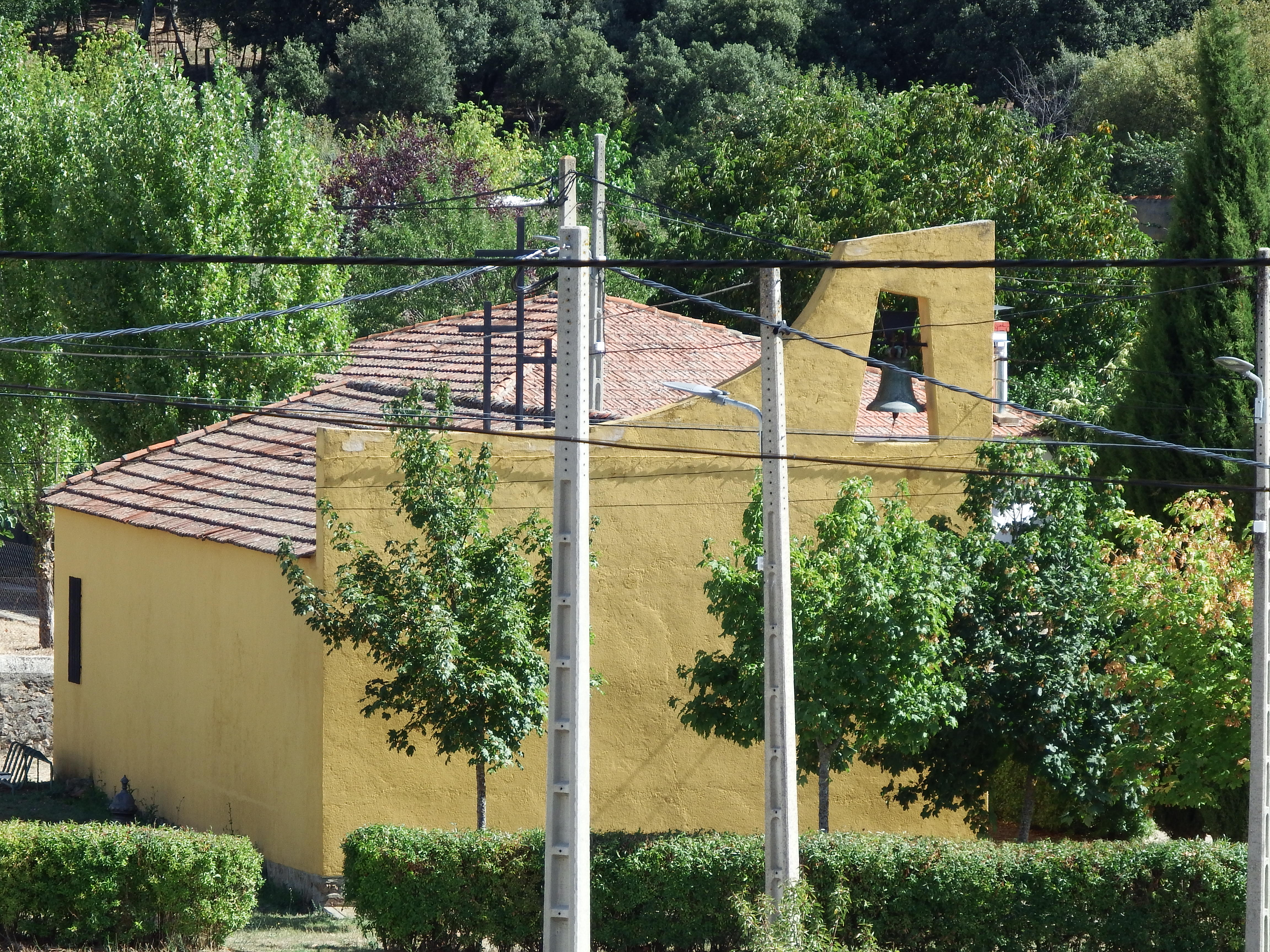
Neue Romanuskirche